# ブリキカラス
ブリキカラスは、松竹芸能に所属する日本のお笑いコンビ。2016年6月結成。

## メンバー
小林 メロディ（こばやし メロディ、1990年10月22日 - ）（34歳）
ボケ担当、立ち位置は向かって右。
神奈川県平塚市出身、身長178cm、体重53kg、血液型 A型。長髪が特徴。
趣味は5年間伸ばし続けた髪のヘアケア、嫌いな人間をメモすること。
特技はバスケットボールの知識（NBAファン歴18年：Philadelphia 76ersファン）。
結成前は「リリカチュア」というコンビで活動していた。
芸名は青年タイアップ・鳥飼が命名。見た目が怖いので可愛い名前をつけてもらった。

黒田 和基（くろだ かずき、1991年11月8日 - ）（33歳）
ツッコミ担当、立ち位置は向かって左。
東京都出身、身長175cm、体重65kg、血液型 AB型。
趣味は散歩、ボウリング（ハイスコア237）。
結成前は「けんもほろろ」というコンビ（相方はネムルバカ・須藤）で活動していた。

## 概要
2人とも2013年に松竹芸能タレントスクール 東京校に入学、翌年から所属芸人となりそれぞれ別のコンビを組んでいたが同時期（2015年の年末）に解散、相方探しに困ったので試しに組んで活動していたがマネージャーにどうするのかと聞かれて、2016年6月 正式にコンビを結成する。コンビ名の由来はクルスパッチ・矢田から、やさぐれたバンドマンみたいだからカラスがいいと言われ、なんとなくブリキを頭に付けて決まる。
コンビ結成半年後にはオーディションを勝ち抜いてフジテレビの「新しい波24」に出演が決まる。2019年7月には、小林メロディが「人志松本のすべらない話」のオーディションを芸人400名以上の中から勝ち抜いて番組に出演、同年12月には、松竹芸能の若手で一番おもしろい芸人を選ぶ「カドキング」で決勝大会に進出する。

## 芸風
小林が低音を響かせたローテンポで「～じゃないですか」と言いながら偏見を撒き散らしていく漫才を得意とする。ネタによっては黒田がボケ、小林がツッコミを担当することもある。

## 賞レースなどでの戦績

### M-1グランプリ
| 年（回）         | 結果         | エントリー No. | 会場                       | 日時     | 備考         |
| ---------------- | ------------ | -------------- | -------------------------- | -------- | ------------ |
| 2016年（第12回） | 2回戦進出    | 1067           | 雷5656ときわホール         | 10月10日 |              |
| 2017年（第13回） | 2回戦進出    | 1837           | 雷5656ときわホール         | 10月5日  |              |
| 2018年（第14回） | 3回戦進出    | 665            | 新宿FACE                   | 10月18日 |              |
| 2019年（第15回） | 2回戦進出    | 602            | 雷5656ときわホール         | 10月20日 |              |
| 2020年（第16回） | 準々決勝進出 | 180            | NEW PIER HALL              | 11月17日 |              |
| 2021年（第17回） | 2回戦進出    | 280            | 雷5656ときわホール         | 10月13日 |              |
| 2022年（第18回） | 3回戦進出    | 544            | よしもと有楽町シアター     | 10月30日 |              |
| 2023年（第19回） | 2回戦進出    | 2598           | シダックスカルチャーホール | 8月31日  | 1回戦2位通過 |
| 2024年（第20回） | 3回戦進出    | 4377           | KANDA SQUARE HALL          | 11月6日  |              |

## 出演番組
出典：

### テレビ
- 一夜づけ（2016年、テレビ東京）一夜づけ式いい声選手権
- 新しい波24（2016年 - 2017年、フジテレビ）[7]
- バクモン学園（2017年、テレビ朝日）若手芸人ブレイク動画ランキング
- 人気芸能人にイタズラ! 仰天ハプニング130連発（2017年、フジテレビ）
- 笑レース（2018年、フジテレビ）
- 有田ジェネレーション（2018年、TBS）ナルシスト芸人下克上ネタバトル[8]
- にちようチャップリン（2018年、テレビ東京）
- ひるキュン!（2018年、TOKYO MX）原宿出身芸人
- ブラ迷相談部 その悩み!小杉と吉田まで（東海テレビ）ブラマヨ芸人相談部
- 人志松本のすべらない話（2019年、フジテレビ）小林のみ[9]
- 前略、西東さん（2019年、中京テレビ）東西超若手集結！天下分け目のバトルロイヤル[10]
- 新shock感（2019年、テレビ東京）コレイチ芸人
- アメトーーク!（2019年、テレビ朝日）NBA大好き芸人：小林のみ[2]
- 賞金奪い合いネタバトル ソウドリ（2022年、TBS)
- クイズ☆正解は一年後（2022年12月30日、TBS）小林のみ[11]

### ラジオ
- オールナイトニッポン0(ZERO) 〜決戦!お笑い有楽城〜（2019年、ニッポン放送）[12]
- オールナイトニッポン0(ZERO) 〜決戦!お笑い有楽城〜（2022年、ニッポン放送）[13]

### ネットラジオ
現在のレギュラー
- ブリキカラスの脱獄（stand.fm、毎週日曜日20時更新）

過去のレギュラー
- ブリキカラスのショクシツ！（GERA放送局、毎週木曜日20時更新）

### ネット番組
- ササダンゴマシンの芸人リノベ計画（2017年、FOD）
- ニコジョッキー「松竹の常温でもいいじゃない」（2018年 - 、ニコニコ生放送）

### テレビドラマ
- 笑う招き猫（2017年、毎日放送）

## 単独ライブ
- 「一」（2019年7月7日、新宿角座）[14]